# 246247 Sheldoncooper
246247 Sheldoncooper este un asteroid din centura principală de asteroizi.

## Descriere
246247 Sheldoncooper este un asteroid din centura principală de asteroizi. A fost descoperit pe 20 septembrie 2007 la Observatorul Lulin de Ye Quan-Zhi și Hong Qin Lin. Asteroidul prezintă o orbită caracterizată de o semiaxă mare de 2,81 ua, o excentricitate de 0,07 și o înclinație de 7,4° în raport cu ecliptica.